# Patriarkalisme
 Ikke at forveksle med Patriarkat.
Patriarkalisme er en politisk teori, der voksede frem i England i det 17. århundrede. Den forsvarede monarkiets absolutte magt gennem et sprog, der lagde vægt på kongens "faderlige" magt over staten og sine undersåtter.